# 이란의 남자 가수 목록
다음은 이란의 남자 가수 목록이다.

## 가
- 샤히르 간 바리

## 나
- 스티브 나가웨비
- 샤흐람 나제리
- 모센 남주

## 라
- 캄란 라수르자데
- 압돌 레자헬리

## 마
- 만수르
- 메흐란 모디리

## 바
- 골람호세인 바난

## 사
- 하산 스타

## 아
- 호세인 아슬라니
- 마지드 악사비
- 살라르 악힐리
- 모하마드 에스파하니
- 다리우슈 엑흐발리

## 차
- 모센 차보시

## 카
- 마흐무드 카리미

## 파
- 페레이도운 파로흐자드